# Томашевский, Давид
Давид Томашевский (21 ноября 1979, Гданьск, Польша) — дизайнер одежды, проживает в Лондоне и в Берлине. Его работы вдохновлены искусством, архитектурой и музыкой.

## Жизнь и творчество
Томашевский учился в Лондонском колледже моды и в Академии искусства в Берлине, рядом с Вивьен Вествуд. Он также изучал историю искусства в Академии изобразительных искусств в Познани.
В 2000 году работал в Sonia Rykiel во Флоренции а в 2003 — в Alexis Mabille.
В 2008 году он принял участие в телешоу «Следующий талант моды» и был выбран для разработки сумки для гостиницы «Дизайн», которая была представлена на Лондонской неделе моды. Кроме того, во время его пребывания в Бостоне в том же году, он создал специальную коллекцию для Reebok. Тогда же он создал благотворительную футболку с надписью «Hallhuber».
В 2008 году начал творческое сотрудничество с художником и фотографом Майклом Мартичовицем. В следующем году он участвовал в проекте «Конструктор завтрашнего дня», где попал в финал. Остаток года он провёл в Париже, Лондоне и Токио, работая на Ком де Гарсон. В это же время он работал в проекте с Майклом Мартичовицем, результатом чего был ряд небольших презентаций и выставок. Летом того же года он участвовал в открытии магазина Ком де Гарсон с Рэй Кавакубо.
В конце 2008 года он вернулся в Берлин и создал бренд под своим именем. Коллекция, которую он представил, принесла ему большой успех. Он был вдохновлён Френком Гарри и Анишем Капуром. Он был награждён орденом «Молодой дизайнер» в январе 2010 года. Кроме того, он участвовал в выставке «Премиум» в Берлине. Эта коллекция принесла ему несколько публикаций в Vogue, Elle, Vanity Fair и некоторых других журналах.
Дизайнер сотрудничает с джазовым музыкантом Павлом Качмарчуком. Коллекция Torqued ellipses (Затянутые эллипсы), вдохновлённая известным художником Ричардом Серрой, сосредоточенна на этике. «Весенне-летняя коллекция была очень положительной», — комментирует Анна Винтур. Она была представлена на неделе моды Мерседес-бэнц, Берлинской неделе моды и в Лодзи, Польша.
К концу 2022 года Давид планирует запустить вторую серию под брендом своей студии, которая будет более повседневной.